# トルガウの戦い
トルガウの戦い（トルガウのたたかい、ドイツ語: Schlacht bei Torgau）は、七年戦争中の戦闘であり、1760年11月3日、フリードリヒ大王率いるプロイセン陸軍が、レオポルト・フォン・ダウン元帥率いるオーストリア大公国（ハプスブルク君主国）陸軍を破った。

## 経緯
フリードリヒ大王に率いられた4万9000のプロイセン王国陸軍は二手に分かれ、オーストリア陸軍元帥レオポルト・フォン・ダウン率いる5万3000の兵を南北から挟み撃ちにする計画だった。北側から攻める軍をフリードリヒが、南側から攻める軍をハンス・ヨアヒム・フォン・ツィーテンが率いた。しかし森を迂回して行軍中のフリードリヒ隊を発見したダウンは即座に陣形を組み変えてしまい、数で劣るプロイセン軍はたちまち苦境に陥った。

## 戦闘
戦闘はツィーテン隊からの準備砲撃によって開始され、オーストリア軍も反撃した。遠く離れた場所に居たフリードリヒはこれを両軍の全面衝突と誤解し（当時は有効な通信手段がないので無理もない）、焦って北側から近衛擲弾兵を前進させた。オーストリア軍が高地に配置した400門の大砲はこの歩兵隊めがけて一斉に砲撃を開始し、1時間のうちに擲弾兵隊は壊滅的な被害を受けて撤退した。ダウンはこのプロイセン軍の攻撃の失敗から彼らを破ったと確信し、ウィーンに居たオーストリア女帝マリア＝テレジアに勝利の報を送った。
ところが間もなくしてツィーテン率いる部隊が南側から圧力をかけ始め、ラシ将軍率いる部隊を押し退け、さらに高地にあったオーストリア軍の砲台を占拠してしまった。プロイセン軍はそれらの大砲の方向を変えて敵軍に砲撃を浴びせ始め、奪還を試みたオーストリア軍の2度の突撃は失敗する。激しい戦闘の中でダウン自身は流れ弾によって足を負傷した。午後9時になっても高地を占領していたのはプロイセン軍であり、オーストリア軍は川を渡って退却した。

## 結果
プロイセン軍は大きな損害を被り、ほぼ2万の死傷者を出した。一方のオーストリア軍も1万6000の死傷者と43門の大砲を失った。フリードリヒは確かに要所を手に入れたが、オーストリア軍も規律を保った退却に成功したため戦況には何ら変化はなく、いわゆるピュロスの勝利であった。しかしプロイセン軍が翌年まで生き延びたことは思わぬ結果を呼んだ。